# Edifici al carrer Corró, 23-25 (Granollers)
L'Edifici al carrer Corró, 23-25 és una obra de Granollers (Vallès Oriental) protegida com a Bé Cultural d'Interès Local.

## Descripció
Es tracta d'un habitatge entre mitgeres en parcel·la de doble cos, prové de la reforma d'una casa medieval, consta de planta baixa i dues plantes pis. La façana, arrebossada, es compon simètricament segons tres eixos, en el central sobresurt una tribuna de planta rectangular amb coberta de teula àrab, coronada per una barbacana recolzada en permòdols. De l'antiga edificació a la planta primera es conserven els balcons amb brancals i llindes de pedra. La llinda del costat nord destaca per la presència d'un escut.